# Атирауський сільський округ
Атира́уський сільський округ (каз. Атырау ауылдық округі, рос. Атырауский сельский округ) — адміністративна одиниця у складі Атирауської міської адміністрації Атирауської області Казахстану. Адміністративний центр — село Кизил-Балик.
Населення — 10494 особи (2021; 6822 у 2009, 4946 у 1999, 4189 у 1989).
Станом на 1989 рік існувала Атирауська сільська рада (села Атирау, Жана-Талап, Зарослий, Курмангази) у складі Махамбетського району, з 1990 року — у складі Балакшинського району, з 1993 року — Атирауський сільський округ у складі Балакшинського району, з 1997 року — у складі Атирауської міської адміністрації.

## Склад
До складу округу входять такі населені пункти:
| Населений пункт   | Колишні назви | Населення, осіб (1989) | Населення, осіб (1999) | Населення, осіб (2009) | Населення, осіб (2021) |
| ----------------- | ------------- | ---------------------- | ---------------------- | ---------------------- | ---------------------- |
| Жанаталап, село   | Жана-талап    | 1183                   | 1511                   | 2605                   | 5307                   |
| Зарослий, село    | -             | 123                    | -                      | -                      | -                      |
| Кизил-Балик, село | Атирау        | 1509                   | 2347                   | 2202                   | 3180                   |
| Курмангази, село  | -             | 1374                   | 1088                   | 2015                   | 2007                   |